# 列侯 (趙)
列侯/烈侯（れっこう、? - 紀元前400年、在位:紀元前408年 - 紀元前400年）は、中国の戦国時代の趙の君主。趙鞅（趙簡子）の曾孫。趙無恤（趙襄子）の従孫。趙周（代の成君）の孫。趙浣（趙献子、献侯）の子。

## 生涯
晋六卿の一つである趙家は、趙無恤や趙浣の活躍により、事実上の独立国となっていたが、名目上は晋の家臣のままであった。その後、紀元前403年に、韓の景侯や魏の文侯と並んで周の威烈王により諸侯として認められ、晋から完全に独立した。その際、列侯は父の趙浣（趙献子）を諸侯（献侯）として祭った。しかしそれからわずか3年後に死去した。
列侯には息子に趙章（後の敬侯）がいたが幼少であり、趙が諸侯として認められてわずか3年ということから他国の干渉を恐れたためか、弟の武公（武侯）に譲位した。

## 逸話
列侯は音楽好きで、鄭出身の歌手を好んであるとき相国の公仲連に楽人の身分を高くするように命じた。しかし公仲連は「楽人を富裕にしてやるのはいいが身分を高くするのはよろしくない」と答えた。そこで列侯は「田を1万畝やれ」と命じた。公仲連は応じたがその気はなかった。いずれ列侯が目を覚ますと思っていたからだ。1ヵ月後、列侯はその後のことを聞いたが「まだ適当な田が見つからないので」と言葉を濁した。その後も列侯は聞いてきたがそのたびに公仲連は病気として参内しなかった。そしてあるとき参内して牛畜、徐越、荀欣らを推挙した。列侯はしつこく歌手にやる田について聞いてきたが、公仲連は言葉を濁した。そして推挙した牛畜は仁義の道を説き、荀欣は賢者を選んで官に就けその才を用いることを説き、徐越は財貨を倹約し功労をはかって賞賜に当を得ないことのないようにせねばならぬことを説いた。この3人の言葉で目が覚めた列侯は、公仲連に急使を立てて歌手にやる田のことを見合わせるように命じた。そして牛畜を師に、徐越を内史に、荀欣を中尉に任命して、公仲連にも衣裳2襲を下賜したという。